# National University of Ireland
Die National University of Ireland (kurz: NUI; irisch Ollscoil na hÉireann) ist seit 1908 der älteste noch existierende Hochschulverbund von Irland und Teil des staatlichen Universitätssystems mit Sitz in Dublin. Die NUI ging aus mehreren seit 1845 und 1847 bestehenden Vorläufern hervor und besteht aus vier konstituierenden Universitäten und zwei anerkannten Colleges. Diese sitzen heute in Dublin, Cork, Galway und Maynooth. Das prominenteste Mitglied der NUI ist das University College Dublin, das größte College Irlands nach Studentenzahl. Für Wirtschaftswissenschaftler interessant ist die Michael Smurfit Graduate Business School, Irlands einzige CEMS-Hochschule.

## Geschichte

### Queen’s College
Im Jahr 1845 begründete der Queen’s College Act drei neue Colleges “for the Advancement of Learning in Ireland” (deutsch: für die weiterführende Bildung in Irland). Diese drei waren: Queen’s College Cork, Queen’s College Galway und Queen’s College Belfast. 1849 starteten sie das erste Mal eine Lehrtätigkeit und 1850 wurden sie unter der Royal Charter erfasst.

### Catholic University of Ireland
1847 wurden die drei Queen’s Colleges vom Papst als „detrimental to religion“ (deutsch: schädlicher Einfluss auf die Kirche) angesehen, so dass der Bischof von Irland die Gründung der Catholic University of Ireland vorschlug. Vorschub. , modelled on Louvain. Auf der Synode von Thurles wurde dieser Vorschlag 1850 angenommen. Am 12. November 1851 wurde Henry Newman als erster Rector ernannt. Die neue Universität öffnete offiziell im November 1854.

### Royal University
Der University Education (Ireland) Act 1879 erlaubte die Gründung der so genannten Universität Irland, später benannt in Royal University of Ireland. Diese standen allen Kandidaten offen, auch ohne vorherige universitäre Bildung. Die Gründungsurkunde der Royal University wurde gewährt per 27. April 1880 und die Queen’s University wurde wenig später am 3. Februar 1882 aufgelöst. Es verblieben nunmehr zwei große Universitäten auf der irischen Insel.

### Gründung der National University of Ireland
Der Irish Universities Act von 1908 etablierte nunmehr zwei neue Universitäten: die National University of Ireland und die Queen’s Universität Belfast. Die Royal University wurde per 31. Oktober 1909 aufgelöst. Mit Wirkung dieses Gesetzes erhielt die NUI ihren Hauptsitz in Dublin und wurde aus drei konstituierenden Colleges geformt: dem University College, Dublin, dem University College, Cork, und dem University College, Galway. Die Queen’s Colleges in Cork und Galway erhielten neue Titel. Die NUI war nunmehr offiziell gegründet.

### Reform der National University of Ireland
Mit dem University Act von 1997 wurden tiefgreifende Reformen der National University of Ireland vollzogen. Sozialwissenschaftliche und naturwissenschaftliche Fächer wurden aus dem St Patrick’s College, Maynooth als NUI Maynooth ausgegründet und diese erhielt, wie die Universitäten in Cork und Galway und das UCD, ihre Eigenständigkeit. Seitdem ist die National University of Ireland nur noch ein loser Zusammenschluss dieser Universitäten, die jedoch weiterhin gemeinsame Abschlüsse vergeben. Seit dem Jahr 2014 nutzt die Universität in Maynooth, um Verwirrungen zu vermeiden, ausschließlich die offizielle Bezeichnung Maynooth University. Ein ähnlicher Schritt wird derzeit in Galway ebenfalls angedacht.

### Kanzler
Bisherige Kanzler der Universitäten waren die folgenden Personen:
- William Walsh (1908–1921)
- Éamon de Valera (1921–1975)
- T. K. Whitaker (1976–1996)
- Garret FitzGerald (1997–2009)
- Maurice Manning (2009–heute)

## Institutionen
Die NUI erfüllt als Hochschulverband, der jedoch auch Abschlüsse verleihen kann, eine ähnliche Funktion wie die Universität London in England. Die vier konstituierenden Colleges sind:
- University College Cork, Cork
- University College Dublin, Dublin
- National University of Ireland, Galway
- Maynooth University

Die assoziierten Colleges sind:
- Royal College of Surgeons in Ireland
- Institut für öffentliche Verwaltung (Irland)

Zuvor unabhängige und nun in die konstituierenden Colleges eingegliederte Hochschulen sind:
- National College of Art and Design (1996–2011)[9]
- Shannon College of Hotel Management (2000–2015)[10]
- St. Angela’s College, Sligo (1978–2005)[11]

Weitere zuvor anerkannte aber nun geschlossene Colleges waren:
- Mary Immaculate College of Education, Limerick (1975–1994)
- National Institute for Higher Education, Limerick (1976–1977)
- Thomond College of Education, Limerick (1976–1977)
- Our Lady of Mercy College, Carysfort (1975–1988)
- Milltown Institute of Theology and Philosophy (2005–2015)
- St Patrick’s College, Dublin, zuvor St Patrick’s College of Education, Drumcondra (1975–1995)
- St Patrick’s College, Maynooth (1910–1997)[12]

## Wahlberechtigung für den Seanad Éireann
Seit 1937 sind Absolventen der National University berechtigt an der Wahl für drei Sitze des Seanad Éireann teilzunehmen. Ebenfalls drei Sitze werden durch Absolventen der Universität Dublin gewählt, so dass diese sechs Abgeordnete in dem nach Berufsgruppen organisierten Oberhaus des Parlaments den Bildungsbereich vertreten. Es sind die einzigen direkt gewählten Mitglieder des Seanad. Ursprünglich waren die Vertreter ab 1922 Bestandteil des Dáil Éireann, bis 1937 der Seanad gegründet wurde. Unter anderem war der heutige Präsident von Irland, Michael D. Higgins, auf dem Ticket der National University in den Seanad eingezogen.